# Cool Abdoul
Cool Abdoul is een Belgische biografische film uit 2021, geregisseerd door Jonas Baeckeland. 

## Verhaal
De film vertelt het waargebeurde verhaal van Ismaïl Abdoul, een getalenteerd bokser uit Gent. Zijn doel is de top te bereiken terwijl hij als nachtportier zijn geld verdient. Terwijl zijn geliefde Sylvie hem op het rechte pad tracht te houden, geraakt hij in het nachtleven door een aantal foute keuzes meer en meer betrokken bij de criminaliteit en komt hij in de gevangenis terecht.

## Rolverdeling
| Acteur                   | Personage     |
| ------------------------ | ------------- |
| Nabil Mallat             | Ismaïl Abdoul |
| Sebastien Dewaele        | Bob           |
| Dimitri 'Vegas' Thivaios | Angelos       |
| Johan Heldenbergh        | Ron           |
| Anemone Valcke           | Sylvie        |
| Issaka Sawadogo          | Azziz         |
| Jan Hammenecker          | Slaeghers     |
| Carlos Schram            | Dennis        |
| Rob Van Impe             | Boris         |
| Antje De Boeck           | Martha        |

## Productie
In februari 2018 wordt aangekondigd dat er een speelfilm over de Gentse bokser Ismaïl Abdoul zal gemaakt worden. Het wordt de debuutfilm van regisseur Jonas Baeckeland, met Nabil Mallat en Lynn Van Royen in de hoofdrollen. Door de coronapandemie wordt de voorziene première voor 2019 uitgesteld 
naar 2020. De première zal uiteindelijk pas einde 2021 zijn. Begin 2020 kreeg Anemone Valcke te horen dat ze een hoofdrol mocht spelen in Cool Abdoul, wegens het onverwachts afzeggen van Lynn Van Royen.

## Release
Cool Abdoul ging op 15 oktober 2021 in première op het Film Fest Gent. Daarna werd de film ook getoond in Belgische gevangenissen. De film werd in 2022 genomineerd voor 10 Ensors, de belangrijkste filmprijs in Vlaanderen.

## Prijzen en nominaties
De belangrijkste:
| Jaar | Prijs  | Categorie                                       | Genomineerde(n)                                      | Uitslag     |
| ---- | ------ | ----------------------------------------------- | ---------------------------------------------------- | ----------- |
| 2022 | Ensors | Beste film                                      | Beste film                                           | Genomineerd |
| 2022 | Ensors | Beste acteurprestatie in een hoofdrol           | Nabil Mallat                                         | Gewonnen    |
| 2022 | Ensors | Beste acteurprestatie in een ondersteunende rol | Idries Bensbaho                                      | Genomineerd |
| 2022 | Ensors | Beste montage                                   | Nico Leunen, Fatih Tura                              | Genomineerd |
| 2022 | Ensors | Beste regie                                     | Jonas Baeckeland                                     | Genomineerd |
| 2022 | Ensors | Beste kostuums                                  | Nathalie Leborgne                                    | Genomineerd |
| 2022 | Ensors | Beste make-up                                   | Patricia Grant                                       | Genomineerd |
| 2022 | Ensors | Beste scenario                                  | Jonas Baeckeland, Fikry El Azzouzi, Wouter Van Haver | Genomineerd |
| 2022 | Ensors | Beste muziek                                    | Jeroen De Pessemier, Lieven Van Pée                  | Genomineerd |
| 2022 | Ensors | Beste geluid                                    | Simone Galavazi                                      | Genomineerd |